# ЭЛДИК
ЭЛДИК, Греческие вооруженные силы на Кипре (греч. ΕΛΔΥΚ, Ελληνική Δύναμη Κύπρου) — постоянно присутствующие на Кипре ВС Греции, представляющие собой военные части, расположенные на окраине города Никосии. ЭЛДИК основан 16 августа 1960 года с подписанием в Никосии Цюрихско-Лондонских соглашений (1959) об образовании независимого государства Республика Кипр.
Подчиняется первому заместителю начальника Генерального штаба Греции. Нынешний командир ЭЛДИК — полковник пехоты Эммануил Хадзис.
С самого начала существования и по сей день, ЭЛДИК считается если не самой, то одной из наиболее боеспособных частей греческой армии. Солдаты, проходящие службу в ЭЛДИК, неофициально зовутся «элдикариями». Следует отметить, что ЭЛДИК является местным фактором безопасности и стабильности, и пользуется особым уважением у всех греков-киприотов.

## История ЭЛДИК
Силы ЭЛДИК были укомплектованы 20 ноября 1959 года в пригороде Агиос Стефанос (Восточная Аттика, Греция) после подписания «Договора об учреждении Республики Кипр». 16 августа 1960 года войска ЭЛДИК высадились в порту Аммохостос (Фамагуста) с танко-десантного корабля «Альякмон». ЭЛДИК состоял из командования, штаба, 1го и 2го пехотных батальонов, рот поддержки и управления. Общая численность состава насчитывала 950 офицеров и рядовых. Размещался ЭЛДИК в лагере к западу от Никосии в деревне Еролакос, и находился в подчинении Трехсторонней штаб-квартиры.
Когда в 1963 году имели место быть первые серьезные инциденты между греками и турками, участие в них армейских частей ЭЛДИК было предотвращено вмешательством Великобритании. В ходе инцидентов, вспыхнувших в марте 1964 года, был убит унтер-офицер ЭЛДИК, старшина С. Караяннис, а в мае того же года в оккупированном турками районе Аммохостоса были хладнокровно убиты греческие офицеры Д. Пулиос и В. Капотас, а также их водитель, полицейский К. Пантелидис.

## События 15 июля 1974 года
15 июля 1974 года, ЭЛДИК, вместе с силами Национальной гвардии Кипра, участвовал в отстранении от власти архиепископа Макариоса, и после непродолжительных, но интенсивных боев по всему Кипру, удалось лишить полномочий существовавшее правительство. В частности, силы ЭЛДИК принимали активное участие в боевых действиях в районе Никосии: в атаке на президентский дворец, во взятии аэропорта и городской тюрьмы.

## Турецкое вторжение в июле 1974 года
Согласно записям Секретного журнала боевых действий ЭЛДИК, который вёл до и во время турецкого вторжения майор Теодосис Каллиорас, тогда начальник 3-го управления, первая бомба, упавшая на территорию Кипра, поразила лагерь ЭЛДИК. Среди личного состава имелись убитые и раненые, были разрушены оперативный штаб, здание управления, соседние строения, транспортные средства, а также электрическая и телекоммуникационная сети. Вторая бомба разрушила здание роты тяжёлого оружия, центр связи и ещё бо́льшее количество транспорта ЭЛДИК.
В ходе вторжения в июле 1974 года ЭЛДИК, совместно с Национальной гвардией, провёл боевую операцию против турецких агрессоров, а также принял участие во многих сражениях, среди которых наиболее важными считаются следующие:
1) 20 июля 1974 года — атака на турецкую деревню Кионели.
2) 21 июля 1974 года — ночная атака в Кионели.
3) 7 августа 1974 года — битва при пересечении деревни Василиа.
4) 14 — 16 августа 1974 года — бои в лагере ЭЛДИК. В эти дни, в ходе обороны лагеря, героически сражался и погиб Сотирис Ставрианакос.
Всего в ходе турецкого вторжения человеческие потери ЭЛДИК составили 47 погибших офицеров и солдат и 58 пропавших без вести.

## ЭЛДИК сегодня
Сегодня ЭЛДИК насчитывает три лагеря на Кипре, все расположенные близ Никосии: в деревнях Малунда и Агиос Иоаннис, а также в национальном лесопарке Аталассы пригорода Агланция.
Офицеры, сержанты и резервисты, служащие в ЭЛДИК, носят нарукавные знаки различия с инициалами «ΕΛΔΥΚ»: темно-зеленого цвета — на повседневной и жёлтого — на парадной форме одежды.